# 10741 Valeriocarruba
10741 Valeriocarruba è un asteroide della fascia principale. Scoperto nel 1988, presenta un'orbita caratterizzata da un semiasse maggiore pari a 2,5763928 UA e da un'eccentricità di 0,0952383, inclinata di 15,99871° rispetto all'eclittica.